# Tschiertschen-Praden

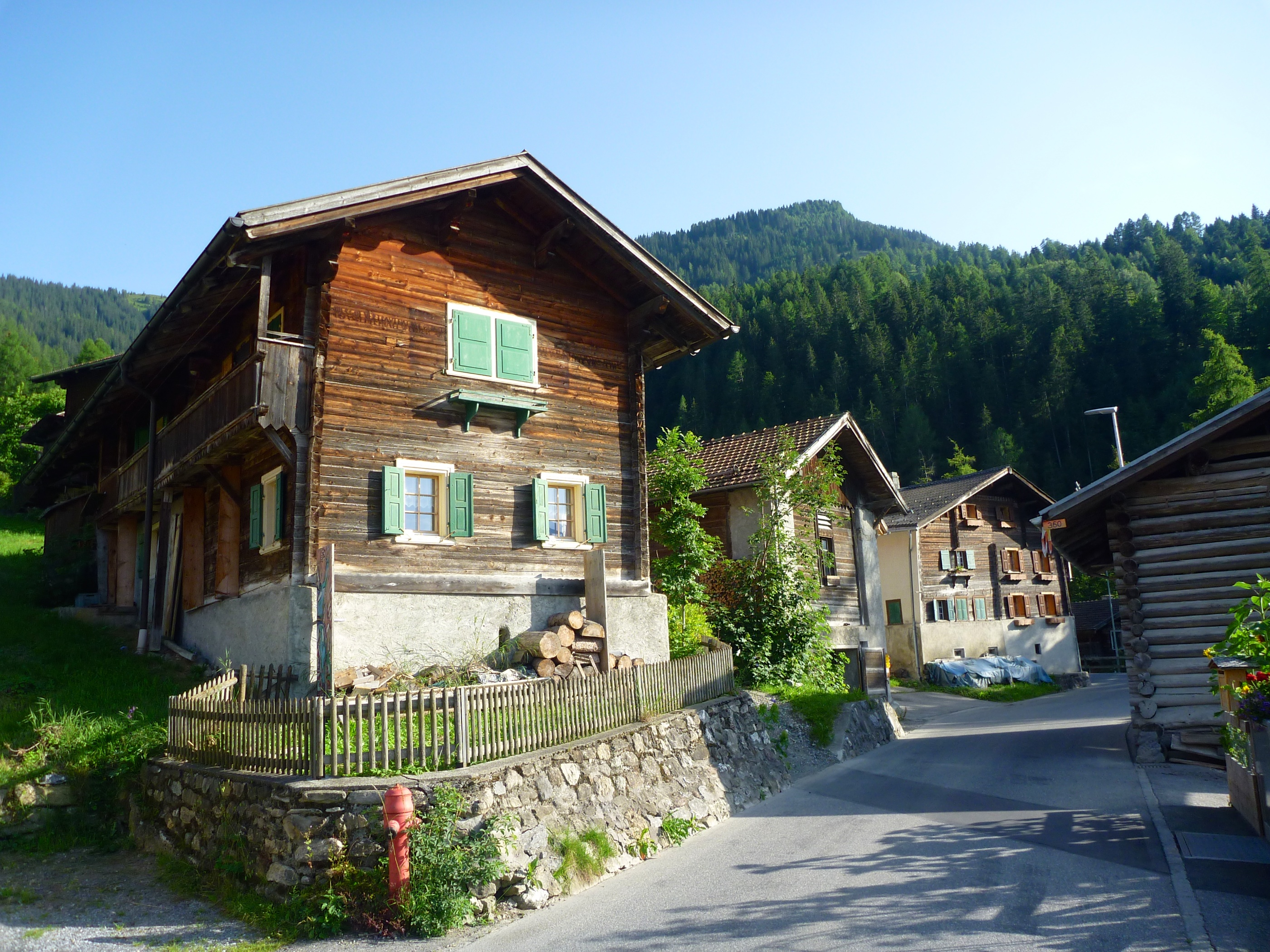
Walserbebyggelse i Praden.

Tschiertschen-Praden är en kommun i regionen Plessur i kantonen Graubünden, Schweiz. Kommunen har 293 invånare (2023). Den bildades 2009 genom en sammanslagning av de tidigare kommunerna Tschiertschen och Praden. Kommunens skola ligger i Tschiertschen, som hyser två tredjedelar av dess befolkning, medan förvaltningen ligger i Praden, där den återstående tredjedelen bor.
Det rätoromanska språket trängdes undan från området genom inflyttning av tyskspråkiga walser; i Praden runt år 1300, i Tschiertschen först under slutet av 1500-talet. Sedan omkring 1530 tillhör flertalet invånare den reformerta kyrkan.